# Aleksander Łuczak
Aleksander Piotr Łuczak (ur. 10 września 1943 w Legionowie, zm. 15 marca 2023 tamże) – polski polityk i historyk, profesor nauk humanistycznych. Wiceminister edukacji (1988–1990), wiceprezes Rady Ministrów (1993–1996), minister edukacji narodowej (1993–1995), przewodniczący Komitetu Badań Naukowych (1995–1997), w latach 1989–2001 poseł na Sejm X, I, II i III kadencji, członek (2001–2005) i wiceprzewodniczący (2003–2005) Krajowej Rady Radiofonii i Telewizji.

## Życiorys
Syn Ładysława i Aleksandry. Ukończył w 1966 studia na Wydziale Historycznym Uniwersytetu Warszawskiego. W 1972 uzyskał stopień doktora nauk historycznych, habilitował się w 1982. Od 1977 był zawodowo związany z Instytutem Nauk Politycznych UW, którego w latach 1980–1983 był zastępcą dyrektora. Został profesorem  nadzwyczajnym UW, w latach 1983–1986 pełnił funkcję prodziekana Wydziału Dziennikarstwa i Nauk Politycznych.
W latach 1966–1989 był członkiem Zjednoczonego Stronnictwa Ludowego, od 1989 do 1990 Polskiego Stronnictwa Ludowego „Odrodzenie”, a w latach 1990–2001 Polskiego Stronnictwa Ludowego. W strukturach ZSL pełnił funkcje kierownika wydziału ideologii, prasy i propagandy (1986–1987), a także członka i sekretarza NK ZSL (1988–1989).
Od 1987 do 1990 był wiceministrem edukacji. W 1989 brał udział w obradach podzespołu do spraw nauki, oświaty i postępu technicznego Okrągłego Stołu po stronie rządowej. W latach 1989–2001 sprawował mandat posła X, I, II i III kadencji – początkowo z ramienia ZSL, a następnie z listy PSL.
W 1992 kierował Urzędem Rady Ministrów w czasie pełnienia funkcji premiera przez Waldemara Pawlaka. Od 26 października 1993 do 6 marca 1995 sprawował funkcję wicepremiera oraz ministra edukacji narodowej w jego rządzie. Od 7 marca 1995 do 31 października 1997 był przewodniczącym Komitetu Badań Naukowych w rządach Józefa Oleksego oraz Włodzimierza Cimoszewicza. Do 7 lutego 1996 w pierwszym z nich pełnił jednocześnie nadal funkcję wicepremiera. Od listopada 2001 do grudnia 2005 zasiadał w Krajowej Radzie Radiofonii i Telewizji, od czerwca 2003 do grudnia 2005 pełniąc funkcję jej wiceprzewodniczącego. W 2010 bez powodzenia kandydował z listy PSL do Sejmiku Województwa Mazowieckiego.
W latach 1997–2000 był prezydentem Światowej Skautowej Unii Parlamentarnej. W 2012 otrzymał tytuł naukowy profesora nauk humanistycznych. Był także prezesem Towarzystwa Wiedzy Powszechnej i rektorem Wyższej Szkoły Informatyki i Ekonomii TWP w Olsztynie.

## Odznaczenia państwowe
- Krzyż Oficerski Orderu Odrodzenia Polski (2011)[5]
- Krzyż Kawalerski Orderu Odrodzenia Polski
- Złoty Krzyż Zasługi
- Brązowy Krzyż Zasługi[6]

## Publikacje
- Aleksander Łuczak, Stanisław Kowalczyk (wybór i red.), Pisma ulotne stronnictw ludowych w Polsce 1895–1939, Ludowa Spółdzielnia Wydawnicza, Warszawa 1971.
- Aleksander Łuczak, Samorząd terytorialny w programach i działalności stronnictw ludowych, Warszawa 1973.
- Aleksander Łuczak, Kazimierz Przybysz (red.), O kształt II Rzeczypospolitej: procesy chłopskie w latach 1918–1923: wybór dokumentów, Ludowa Spółdzielnia Wydawnicza, Warszawa 1977.
- Aleksander Łuczak, Społeczeństwo i państwo w myśli politycznej ruchu ludowego II Rzeczypospolitej, Ludowa Spółdzielnia Wydawnicza, Warszawa 1982.
- Aleksander Łuczak, Andrzej Skrzypek (red.), Drogi do niepodległości, Iskry, Warszawa 1986.
- Aleksander Łuczak, Józef Ryszard Szaflik, Druga Rzeczpospolita: wybór dokumentów, Ludowa Spółdzielnia Wydawnicza, Warszawa 1988.
- Aleksander Łuczak, 33 dni premiera Pawlaka, BGW, Warszawa 1992.
- Aleksander Łuczak, Wizja parlamentu w nowej konstytucji Rzeczypospolitej Polskiej, Wydawnictwa Sejmowe, Warszawa 1994.
- Aleksander Łuczak, Podstawy bezpieczeństwa zewnętrznego Polski – wnioski z przeszłości, Warszawa 1995.
- Aleksander Łuczak, Dekada polskich przemian, Warszawa 2010.